# Česko-moravská hranice

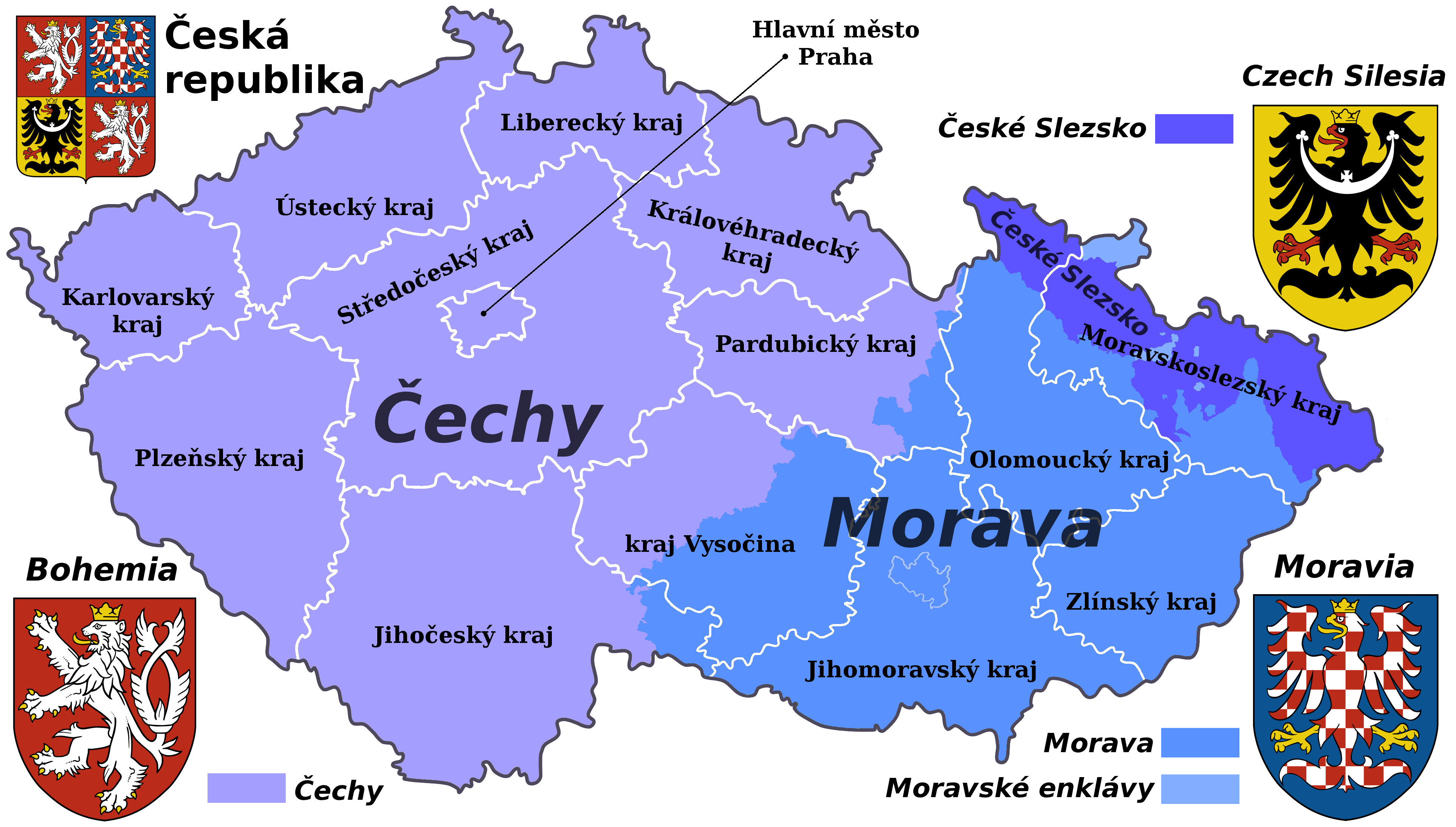
Historické země České republiky

Česko-moravská hranice je historickou (reliktní), v aktuální správní praxi neužívanou, hranicí mezi historickými zeměmi Čechy a Morava vedoucí konkrétním krajinným terénem přibližně od Králického Sněžníku na severovýchodě k trojmezí Čechy-Morava-Dolní Rakousy západně od Slavonic na jihozápadě. Její průběh přibližně sleduje hlavní evropské rozvodí mezi úmořím Severního moře (povodí Labe) a úmořím Černého moře (povodí Moravy), resp. Dunaje a má tak nápadný fyzickogeografický základ.
Hranice se v hrubém průběhu zformovala ke konci 12. století, upřesnila a stabilizovala během a do konce 14. století. K menším (lokálním) korekcím hranice však docházelo i později a to až do 20. století. Hranice hrála v průběhu století různě důležitou roli zejména v závislosti na tom, jaký byl aktuálně vztah mezi Čechami a Moravou. Několikrát v historii od sebe oddělovala země ovládané dvěma na sobě nezávislými panovníky.
Jako administrativní hranice (mezi dvěma správními celky) přestala de iure existovat k 31. 12. 1948 zavedením krajů místo zemí  a od té doby nebyla v tomto v původním významu obnovena. Roku 1960 byly sice zavedeny kraje upomínající svými názvy na historické země (Jihočeský, Jihomoravský atd.), ale tyto země přitom obnoveny nebyly a vzájemná hranice mezi „českými“ a „moravskými“ kraji se od historické hranice většinou odchylovala, někde i podstatně.
Malé úseky historické hranice jsou stále v praxi účinné jako administrativní hranice krajů (mezi dvěma územně samosprávnými celky dle aktuálně platného práva a praxe), téměř celá hranice je pak dodnes součástí hranic katastrálních území (obcí nebo jejich částí).

## Historie

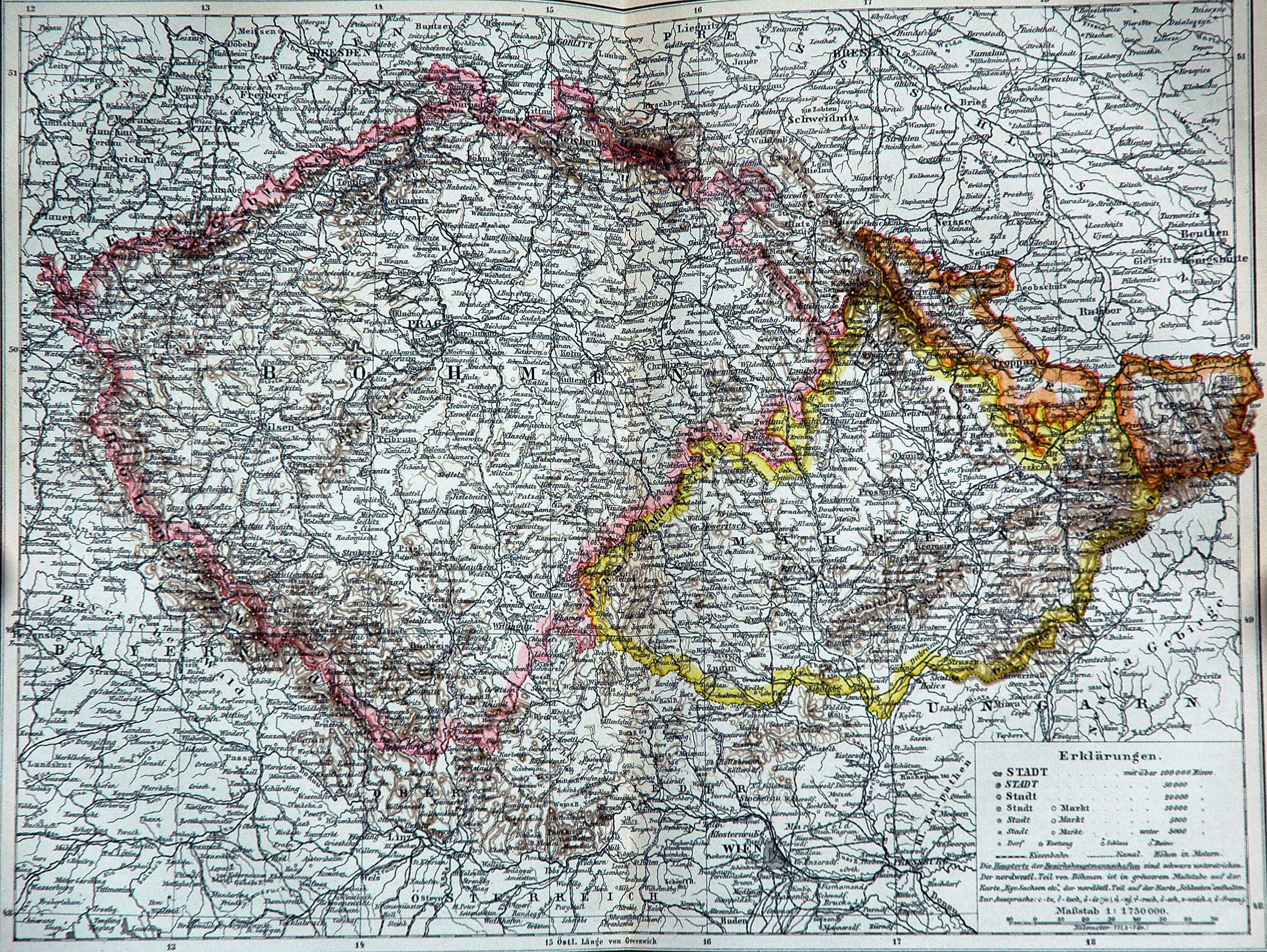
Historické země České republiky

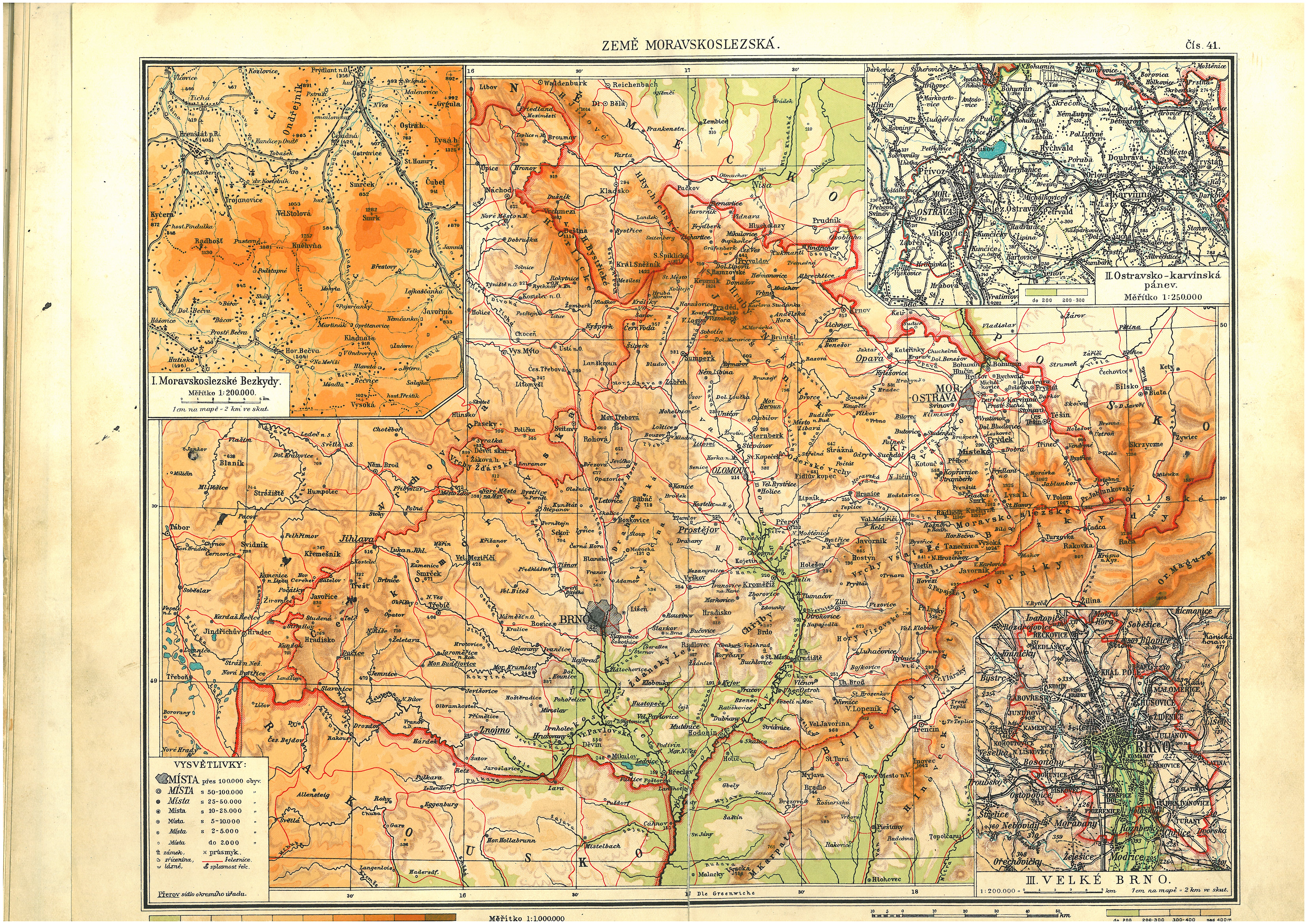
Fyzická mapa Moravy a východních Čech se společnou hranicí

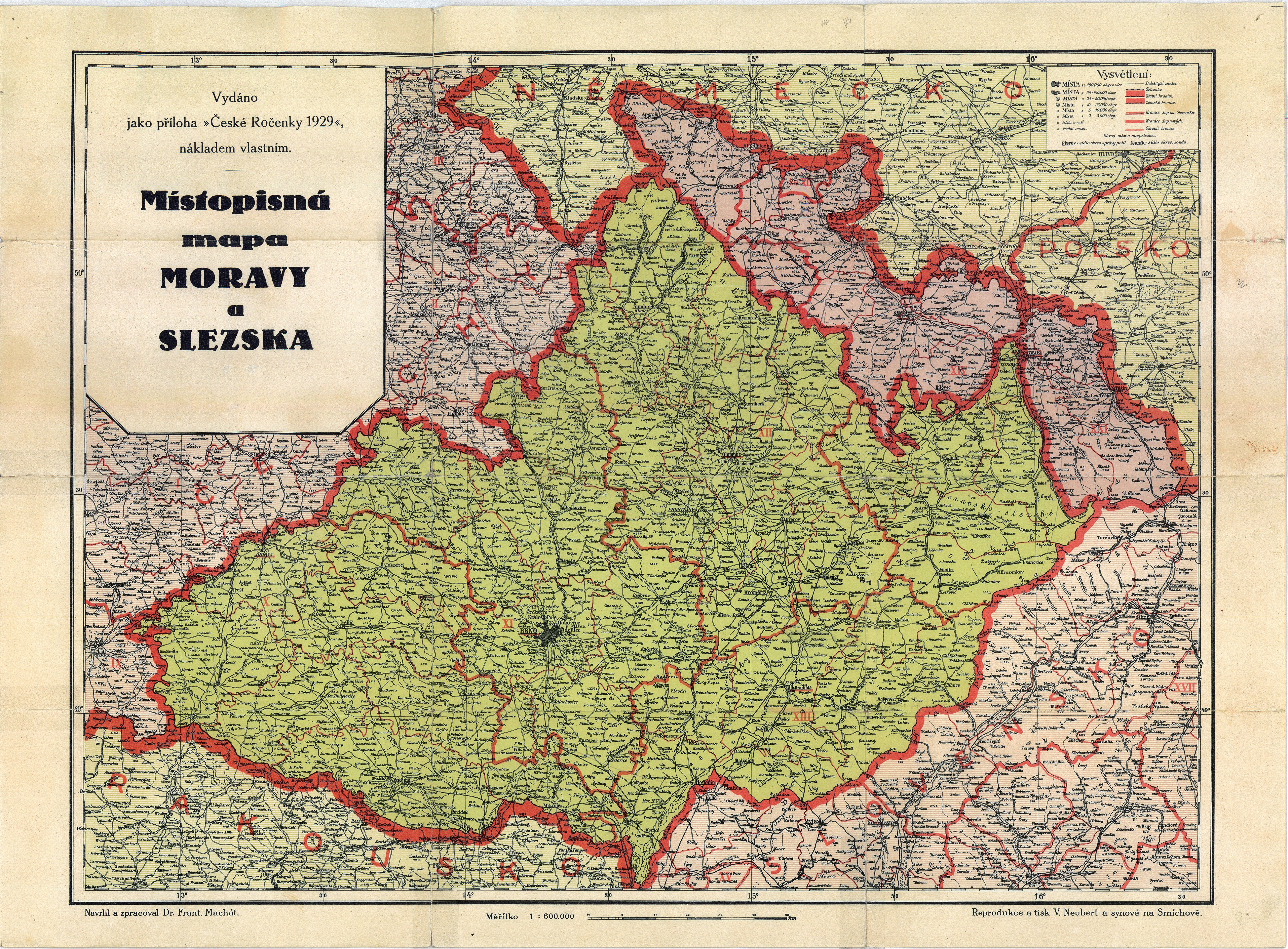
Místopisná mapa Moravy a části východních Čech s dobře viditelnou společnou hranicí

Historický vývoj zemské hranice mezi Čechami a Moravou je pro nedostatek pramenů obtížné přesně určit. Podle historika Schulze pomyslná hranice zřejmě vedla po rozvodí Labe a Dunaje. V období raného středověku nebyla tato hranice sledována, ale jen tušena uprostřed přibližně 30 km širokého neobydleného hvozdu pokrývajícího rozlehlé území Českomoravské vrchoviny, přičemž hranice byla tvořena jeho okraji.
Ve 13. století začal být tento pomezní hvozd kolonizován, a to zhruba synchronně jak z Čech, tak i z Moravy. Hranice se někde stabilizovala na rozvodí, ale na mnoha místech v důsledku rychlejší kolonizace z jedné strany se posunula až za rozvodí (kolonisté mohli na některých místech jen stěží vědět, kudy rozvodí probíhá, proto se na něm nezastavili, ale pokračovali dál). V pozdějším vývoji se hranice měnily zejména z důvodu změn hranic mezi panstvími. V posledním přesném obrazu se ustálila v 18. nebo začátkem 19. století a pomineme-li protektorátní vládou k 1. listopadu 1940 provedenou dočasnou změnu této hranice v oblasti Českomoravské vrchoviny (ve prospěch Moravy), došlo k poslední trvalejší změně k 1. lednu 1925. 
Na některých místech se tato hranice shoduje s hlavním evropským rozvodím, jinde se od něj odchyluje. Ve zcela hrubých rysech (obecném průběhu) odpovídá hranice hlavnímu evropskému rozvodí a koresponduje s ním, liší se jen v místních detailech. Značná část této hranice se dosud shoduje s katastrální hranicí k ní přiléhajících sídel, ale na řadě míst došlo za komunismu k posunu katastrálních hranic, v několika případech i ke katastrálnímu sloučení dvou těsně sousedících sídel, například (Česká Radiměř a Moravská Radiměř) ležících po obou stranách této hranice. Na některých místech této hranice se dosud nacházejí staré hraniční kameny, jinde dochází k jejich obnově či umísťování nových, čímž se zabývá mj. Jaroslav Nesiba  z Brna. Průběh zemské hranice lze vysledovat v katastrálních mapách za použití dobových katastrálních map, které lze najít na serveru s Císařskými otisky stabilního katastru; přehledněji je celá zemská hranice (případně i s možností porovnání s vybranou současnou územní jednotkou) vidět na Historické mapě na serveru www.mapy.cz.

## Geografie
Česko-moravská hranice probíhá (od severu k jihu) ve směru, který svírá k rovnoběžkám úhel přibližně 30° a její délka je 420 km. Přesný průběh je od výchozího bodu na trojmezí (u vrcholu Králického sněžníku) přibližně směrem jihozápadním, přičemž ale některé úseky vedou směrem západním nebo se dokonce vrací na sever. Pokud by byla střední polohou vytyčena přímka, svírala by k poledníku zmíněný úhel a vedla by přesně směrem jihozápadním.
Hranice prochází nejvyššími polohami (s jen malými odchylkami) horských masivů hercynského vrásnění respektive Českého masivu. Vede jeho částí zvaného Moldanubikum a to v podstatě až jeho východní partií.
Od severu k jihozápadu prochází středem (vrcholovými partiemi) těchto částí: Jesenickou subprovincií, Českou tabulí a Českomoravskou subprovincií (ze značné části Českomoravská vrchovina). V obecnějším pojmenování je to na jihu Českomoravská vrchovina a na severu Orlické hory, Podorlická pahorkatina a Masiv Králického Sněžníku. Oblasti Jesenické subprovincie Oblasti Českomoravské vrchoviny, kterými prochází jsou: Hornosvratecká vrchovina (její lidově zvaná část Žďárské vrchy), Křižanovská vrchovina a Javořická vrchovina.
Hranice vede (respektive vznikla-ustálila se) středem pásu území v úhrnu nejchladnějším, nejbohatším na srážky a značně větrným v rámci území dnešní ČR. Jižní část je na rozdíl od severní velmi chudá na podzemní vody. V blízkosti průběhu hranice, nebo prakticky přímo na ní pramení řeky: Morava, Svitava, Svratka, Oslava, Sázava, Jihlava, Chrudimka, Loučná, Tichá Orlice. Je to pás území s nejméně příhodnými podmínkami k osídlení i k hospodářské činnosti (s výjimkou lesního hospodářství a dřevařství a lokálně těžby nerostů). To se projevilo v minulosti pozdním osídlením (kolinizací) a ve značné míře přetrvává do současnosti (pás podél hranice je řídce osídlen).

## Geologie
V severní části hranice pochází na povrchu usazených hornin druhohor (křídy) Českého masivu. Na jihu vyvřelých a metamorfovaných hornin Českomoravské vrchoviny.
Půdní pokryv tvoří v naprosté většiny chudé a neúrodné půdy, většinou silně kyselé hnědé půdy lesního původu, nebo ojediněle pseudogleje. V naprosté převaze to jsou dystrické kambizemě, v nejbližším okolí Svitav pararedziny na zvětralinách. Sprašové půdy, černozemě a pravé hnědozemě se vůbec nevyskytují.

## Značení

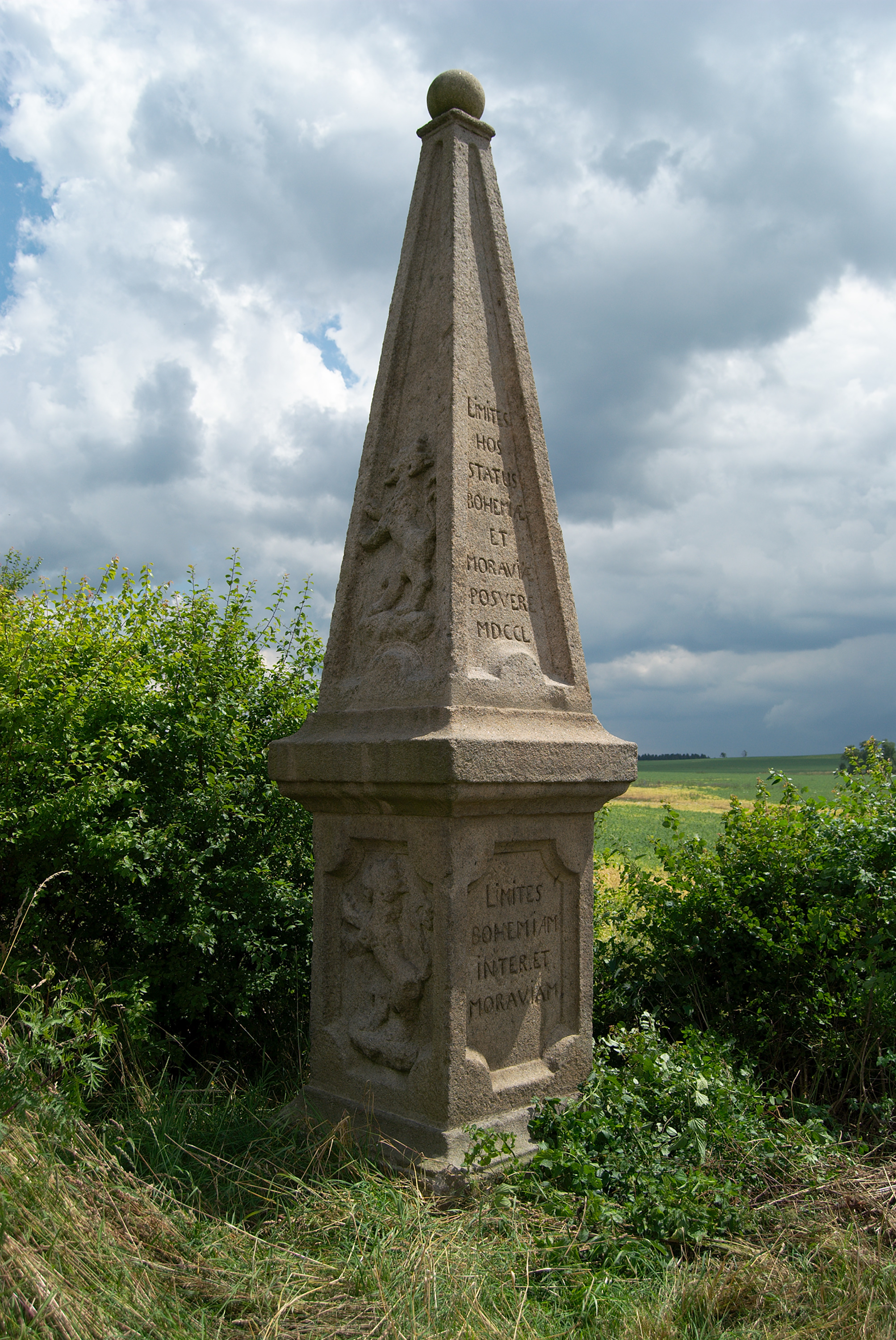
Jeden z řady hraničních obelisků na okraji Jihlavy, osazených opatřením Marie Terezie

V rané době nebyla hranice uměle značena, neboť to nebylo naléhavé, ani to nebylo v Evropě té doby obvyklé. Na průchod hranice upozorňovaly některé přírodní útvary (skály, velké kameny, stromy, brody) a v zemských branách to byly pohraniční stanice. K prvnímu značení hraničními kameny docházelo až od 17. století v souvislosti s pozdní kolonizací a lepším u rozlišení půdy mezi panstvími.

K rozsáhlejšímu značení docházelo až s mírným vzrůstem hustoty osídlení, budováním infrastruktury a zaváděním tereziánského katastru, kdy byla z popudu ústřední vlády ve Vídni hranice nápadně a pravidelně označena. Nejznámějšími pozůstatky tohoto značení jsou kamenné stély (obelisky) na území města Jihlava, které zhotovil sochař z věhlasného rodu Morávků a žák F. M. Brokofa, Viktor Václav Morávek (1715-1779) z Polné roku 1750. Na území města Jihlava jsou památkově chráněny 4 hraniční pylony. Také velmi pozoruhodný je štíhlý pylon u Strmilova. Historický hraničník je rovněž v lesním úseku silnice č. 152 mezi Kadolcem (Slavonice) a Starým Městem pod Landštejnem. Značení hranice po celém průběhu poutá stále větší pozornost jako krajinný fenomén projev genia loci.. I když je hranice aktuálně administrativně neúčinná je částí obyvatelstva v krajině a terénu subjektivně reflektována. Příležitostně též dochází na různých místech v projevu jejího připomenutí cedulemi u cest (silnic) nebo nápisy na povrchu vozovky v polohách křížení cest s někdejším průběhem hranice. Ve třetím květnovém týdnu 2020 bylo zahájeno trestní vyšetřování dvou mužů za vytvoření nápisů na silnici - pravděpodobně na čtyřech místech: Je to na silnici I. třídy č. 34 mezi Svitavami a Poličkou, na silnici I. třídy č. 35 mezi Svitavami a Litomyšlí, na silnici I. třídy č. 37 mezi Žďárem nad Sázavou a Chotěboří a na silnici I. třídy č. 23 mezi Studenou a Strmilovem. V dvou případech u historických stél (empirové za klášterem ve Žďáru a štíhlé u Studené resp. Jilma a dvou nově osazených. Místa průběhu hranic je jeví jako přesná a věrohodná, i když je otázkou, zda ve všech případech protínala komunikace v pravém úhlu. Graficky zdárně provedené značení i následné trestní šetření vzbudilo rozvíjející se veřejnou pozornost

## Obce po obou stranách hranice
Přehled obcí, jejichž území se rozkládá po obou stranách česko-moravské hranice (v pořadí od severovýchodu k jihozápadu). Hvězdičkou označeny obce, kde hranice není dodržena ani na úrovni katastrálních území (k.ú.):
- Dolní Morava – část Dolní Morava a Horní Morava v Čechách, část Velká Morava na Moravě
- Červená Voda – jádro na Moravě, části Dolní Orlice a Horní Orlice v Čechách
- Cotkytle – jádro na Moravě, části Herbortice a Mezilesí v Čechách
- Kamenná Horka – po obou stranách hranice, k.ú. Česká Kamenná Horka a Moravská Kamenná Horka
- *Karle – jádro v Čechách, část Ostrý Kámen na Moravě, přičemž jeho moderní k.ú. zasahuje i do Čech
- *Radiměř – původně Česká a Moravská Radiměř, k.ú. sjednoceno
- Březová nad Svitavou – jádro na Moravě, části Česká Dlouhá a Zářečí v Čechách
- Brněnec – jádro v Čechách, části Moravská Chrastová a Chrastová Lhota na Moravě
- *Kněževes – jádro a část Veselka na Moravě, část Jobova Lhota (bez vlastního k.ú.) v Čechách
- (Nedvězí – jádro v Čechách, část Nedvězíčko na Moravě – do roku 1924, pak bylo i Nedvězíčko převedeno do Čech)
- Jimramov – jádro na Moravě, části Benátky, Sedliště a Trhonice v Čechách
- Křižánky – jádro na Moravě, části České Křižánky a České Mílovy v Čechách
- Svratka – jádro v Čechách, části Moravská Cikánka a Moravská Svratka na Moravě
- Herálec – po obou stranách hranice, z toho část Český Herálec v Čechách
- *Žďár nad Sázavou – na Moravě s výjimkou: část Stržanov celá v Čechách, k.ú. Zámek Žďár zasahuje do Čech (plocha vodní nádrže Pilská)
- Sázava – jádro v Čechách, část Česká Mez na Moravě
- Jihlava – převážně na Moravě, části Antonínův Důl, Bedřichov, Červený Kříž, Heroltice, Pávov, Staré Hory, Zborná v Čechách
- Dolní Cerekev – jádro v Čechách, části Nový Svět a Spělov na Moravě
- Batelov – celý na Moravě kromě části Bezděčín v Čechách
- *Počátky – jádro v Čechách, části Horní Vilímeč, Prostý a Vesce na Moravě; hranice k.ú. v rámci obce neodpovídají přesně historické hranici
- *Studená – na Moravě, pouze část k.ú. Domašín zasahuje do Čech
- Strmilov – jádro v Čechách, části Česká Olešná, Malý Jeníkov a Palupín na Moravě
- Kunžak – celý v Čechách kromě části Valtínov na Moravě

## Průběh hranice
Společná česko-moravská zemská hranice na severu původně začínala na trojmezí „Smrk - hraničník“, kde se původně stýkala hranice Čech, Moravy a Slezska, odkud pokračovala ke Králickému Sněžníku po hlavním evropském rozvodí, jež je zde současně státní hranicí s Polskem.

### Hranice v okrese Ústí nad Orlicí
Od ztráty Kladského hrabství ve prospěch Pruska začíná na severu společná hranice asi 190 metrů jihozápadně pod vrcholem Králického Sněžníku. Zde se na hranici s Polskem nachází trojmezní kámen Českého království, Moravského markrabství a Kladského hrabství, od něhož chvíli pokračuje jiho-jihozápadním a poté jižním směrem asi 230 metrů západně nad údolím, jímž k jihu protéká řeka Morava. Asi 2,5 km jižně od trojmezí na Králickém Sněžníku hranice dospěje k řece Moravě a prochází pak středem jejího toku přibližně jihozápadním a pak jihovýchodním směrem, přičemž rozděluje území obce Dolní Morava na českou a moravskou část. Když dospěje k soutoku se Zlatým potokem, pokračuje pak téměř výlučně středem toku tohoto potoka proti jeho proudu až k jeho prameni odkud dál pokračuje jihovýchodním směrem po svahu kopce Jeřáb, pokračujíc jihozápadním směrem po jeho vrcholu a pak přibližně západním směrem po hlavním evropském rozvodí, kde severně od Moravského Karlova a Šanova prochází po vrcholech Jeřábek a Kamenáč. Asi 165 metrů severozápadně od vrcholu Suchého vrchu se pak obrací k němu, překračuje ho a vede dál západně od Červené Vody přibližně na jih přes Červenovodské sedlo. Asi 321 metrů severně od kopce Strážka se opět na chvíli shoduje se současnou správní hranicí mezi Pardubickým a Olomouckým krajem, která ji kopíruje k městu Štíty, kde se zemská hranice obrací na jihozápad, vedouce po bezejmenném vrchu s nadmořskou výškou 706 m. Od něho pokračuje dál po hřebeni až k Hraničnímu potoku, jehož středem pak vede na jih až k místu vzdálenému asi 2,2 km východně od severního okraje zástavby obce Lubník, zde pak hranice odbočuje na západ, vede severně od této obce a pak se obrací na jih, kde prochází západně od Lubníka, Tatenice a Krasíkova až k Moravské Sázavě. Asi 585 metrů severně od této řeky se zemská hranice začíná shodovat s částí společné hranice okresů Svitavy a Ústí nad Orlicí.

### Hranice podél hranice okresů Ústí nad Orlicí a Svitavy a v okrese Svitavy

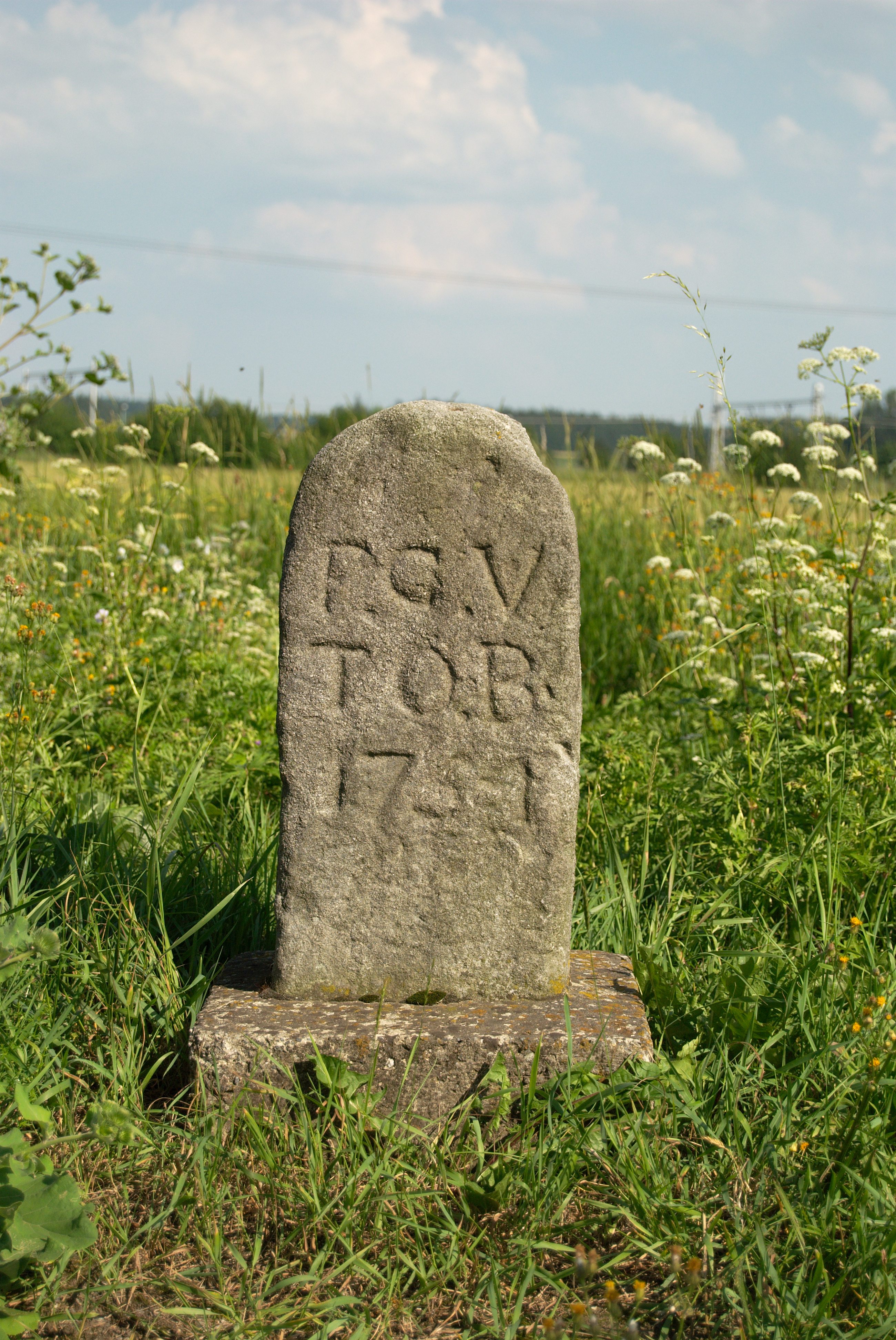
Historický hraniční kámen na hranici Čech a Moravy u Českého Lačnova

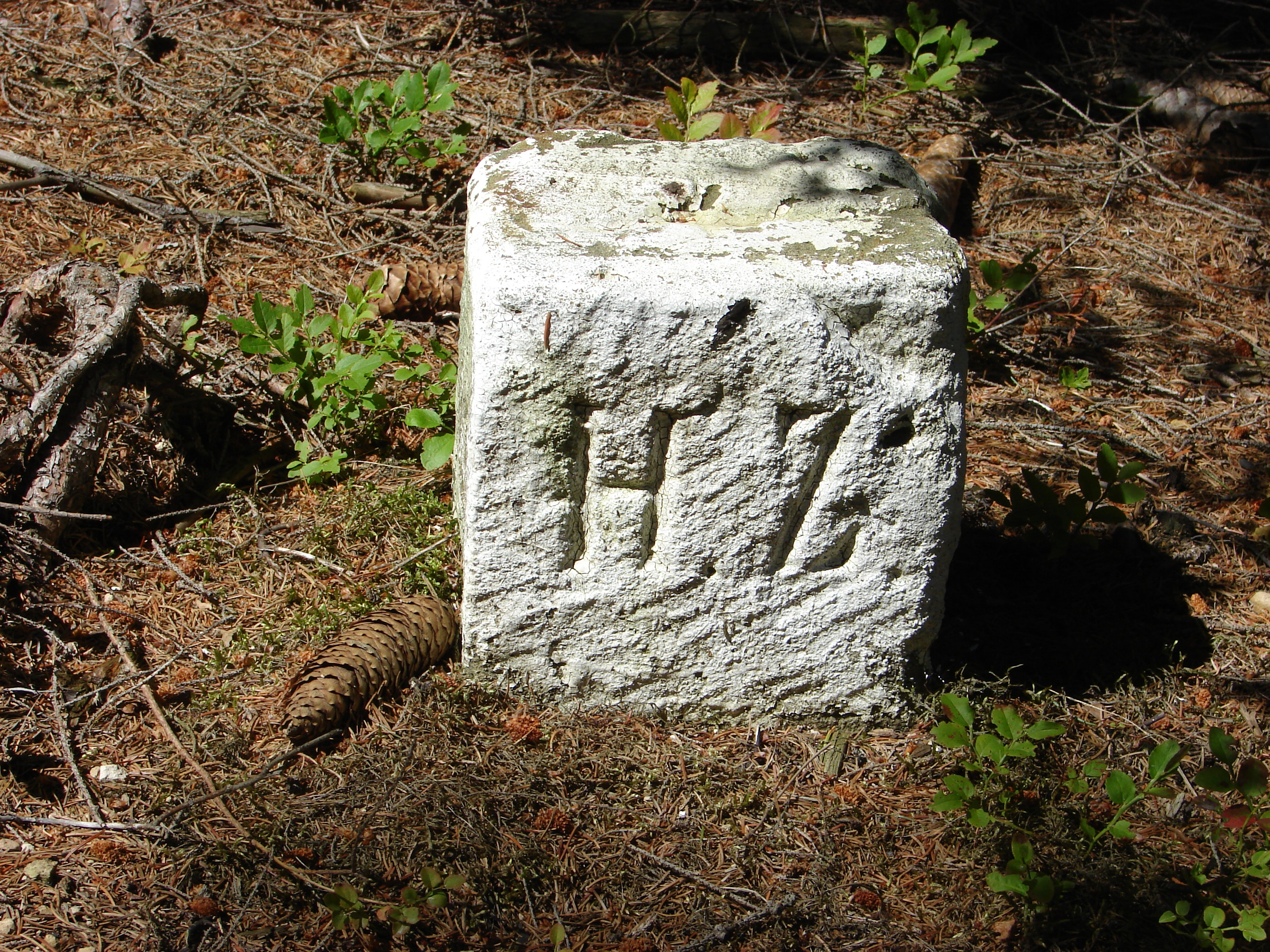
Hraniční kameny na Javornickém hřebenu u Svitav

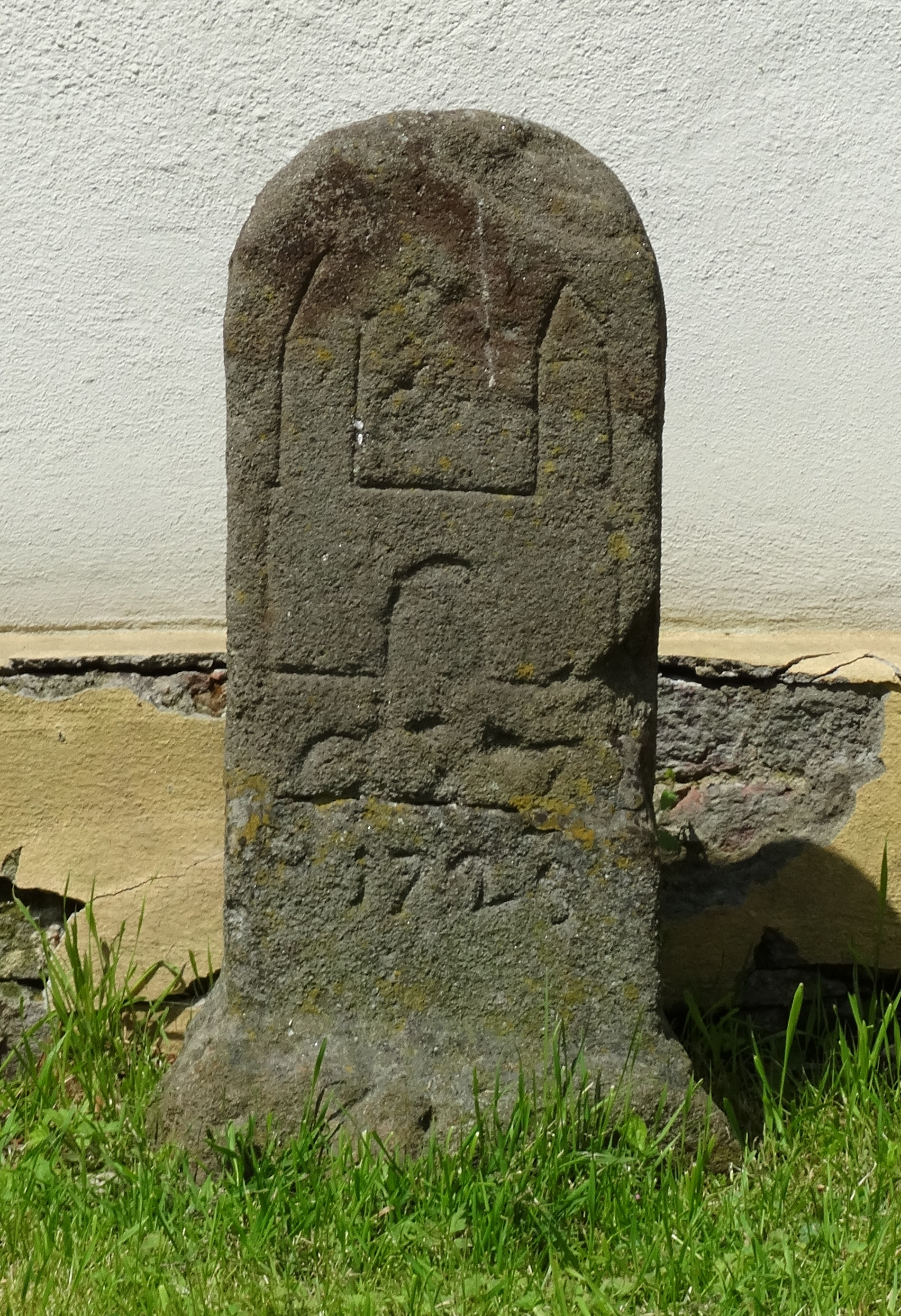
Hraniční kámen uložený v Muzeu ve Svitavách

Když hranice dospěje k Moravské Sázavě sleduje pak její tok na severozápad (přičemž neprobíhá jejím dnešním korytem, ale starým neregulovaným klikatícím se, které místy zabíhá až asi 86 metrů hluboko do sousedního okresu Ústí nad Orlicí) a asi 319 metrů jižně od soutoku s Lukovským potokem pak směřuje od Moravské Sázavy na západ a pak na jihozápad stále po hranici okresů Svitavy a Ústí nad Orlicí, procházejíc pak jižně od českých vesnic Květná, Luková a Trpík, u níž se stáčí k jihu, vedouc dál lesem západně od Hřebečského hřbetu (zde jihozápadně od Mladějovského hradiště opouští hranici okresů Svitavy a Ústí nad Orlicí) až k osadě Hřebeč, kde tento les opouští, rozdělujíc tuto osadu na českou a moravskou část, pak se stáčí na západ k obci Kamenná Horka, přičemž vytváří Svitavský výběžek. Obec Kamenná Horka je touto hranicí taktéž rozdělena na českou a moravskou část, přičemž zde hranice místy prochází středem zdejší silnice. Východně od zdejšího kostela sv. Máří Magdaleny se hranice obrací k severu, u Koclířovského lesa odbočí na západ, přičemž dělí tento les na českou a moravskou část. U zatáčky silnice mezi Svitavami a Koclířovem hranice dál pokračuje na sever až k silnici spojující Lačnov s Koclířovem. Po ní (zčásti přímo jejím středem a zčásti podél ní) pak hranice směřuje na severozápad a opouští tuto silnici asi 431 metrů východně od její křižovatky se silnicí vedoucí do české obce Opatovec. V tomto místě se hranice odbočuje na severozápad středem staré trasy silnice z Koclířova do osady Český Lačnov (součást obce Opatovec), přičemž východně od této osady prochází severně od železniční zastávky Moravský Lačnov a pokračuje od ní na západ a pak severozápad v těsném jižní sousedství s Českým Lačnovem. Východně od osady Nový Valdek (další součást Opatovce) se hranice stáčí k jihu do Selských lesů, kterými pak prochází na západ po cestě vedoucí i po jižním okraji zástavby české obce Kukle. Podél dotčené cesty a místy jejím středem pak zemská hranice prochází dále na západ, přičemž asi 340 metrů západně od posledních domů obce Kukle se hranice souběžně s cestou stáčí k jihozápadu a posléze k jihu, přičemž ze západu obchází vrchol kopce „Na stráni“, který se nachází na Javornickém hřebenu asi 1192 metrů jihozápadně od zástavby moravské obce Javorník. Hranice pak pokračuje na jih a v místě, které se nachází asi 720 metrů jižně od výše zmíněného vrcholu se obrací k jihozápadu k silnici, spojující obec Karle s její částí Ostrý Kámen. Když zemská hranice dospěje k této silnici (přičemž vede po poli), odbočí k Ostrému Kamenu, přičemž vede středem silnice a rozděluje Ostrý Kámen na menší českou a větší moravskou část. V této vesnici pak mezi domy s popisnými čísly 16 (dům v české části) a 17 (dům v moravské části) odbočí ze silnice na jihozápad, na rohu zahrady domu s číslem 17 se stočí k jihovýchodu, aby pak odbočila přibližně na jih procházejíc mezi domy s popisnými čísly 21 (dům v české části) a 28 (dům v moravské části). Když po chvíli opustí intravilán Ostrého Kamene, vede mírně na jihozápad k silnici spojující českou obec Květná s moravským městem Svitavy. Tuto silnici zemská hranice překročí, aby se pak obloukovitě vrátila k jejímu jižnímu okraji, podél kterého pokračuje na západ a jihozápad až k malé české osadě Borová Krčma. Kolem této osady pak hranice prochází na jih a pak na jihozápad do Černého a Radiměřského lesa. V Radiměřském lese prochází hranice zdejším vojenským prostorem. Jihozápadně od něj se pak stáčí na východ a jihovýchod k Radiměřskému potoku, jenž protéká Radiměří, která vznikla spojením České a Moravské Radiměře. Jak je patrno z indikačních skic prochází zemská hranice touto obcí východním a jihovýchodním směrem zčásti korytem Radiměřského potoka, zčásti komplikovaně mezi domy nebo podél zdejších silnic až dospěje k řece Svitavě, jejímž korytem (zčásti však v různé vzdálenosti od něj) pokračuje na jih, procházejíc Březovou nad Svitavou a Brněncem. Jižně od moravské vesnice Chrastová Lhota přestává zemská hranice definitivně sledovat koryto této řeky a směřuje na západ, procházejíc severně od obcí Rozhraní a Študlov. Když u Študlova překročí hranice silnici, která do obce směřuje od české obce Chrastavce, zamíří k jihu a pak dále obchází moravskou obec Bohuňov a Vítějeves, přičemž prochází východně od Ducháčkova vrchu, poté na východním okraji osady Hutě překročí říčku Křetínku a vstoupí do koryta bezejmenného potůčku, který zde do Křetínky ústí zprava. Proti proudu tohoto potůčku pokračuje k jihozápadu až k jeho západnímu prameni (dotčený potůček má ještě jeden východní pramen).

### Hranice v okrese Blansko a na jeho hranici s okresem Svitavy
Západně od moravského Bohuňova překročí zemská hranice silnici do české Dolní Lhoty a směřuje dále k jihozápadu po moderní hranici okresů Blansko a Svitavy. V místě, kde se okresní hranice stáčí k východu pak zemská hranice odbočí více k jihozápadu, procházejíc jižně od české vesnice Jobova Lhota, aby pak odbočila k severozápadu, procházejíc mezi Jobovou Lhotou a moravskou Kněževsí. Hranice se pak opět napojuje na moderní hranici okresů Blansko a Svitavy a po ní pokračuje dále, přičemž severně od Olešnice začíná vést korytem Hodonínky, jíž se ubírá dále k severozápadu a i nadále kopíruje moderní hranici okresů Blansko a Svitavy.

### Průběh hranice od Olešnice k Jimramovu
Hranice pokračuje po Hodonínce až téměř k jejímu prameni severně od moravské obce Nyklovice. Od toku této říčky se zemská hranice odchýlí v místě, kde koryto říčky stáčí k východu. Od tohoto místa pokračuje hranice ještě asi 93 metrů na sever, aby pak obrátila k západu, přičemž překročí silnici spojující Nyklovice s českým městem Bystré a pokračuje dále na západ a severozápad k Trhonickému potoku, přičemž rozděluje mezi Čechy a Moravu blízký Panský les, jehož jižní částí také prochází. Na tok Trhonického potoka zemská hranice naváže asi 302 metrů severozápadně od jeho pramene a odtud pak pokračuje středem jeho koryta dále k severozápadu. Je třeba zmínit, že až do roku 1924 tvořilo celé koryto potoka, od výše zmíněného místa až po jeho soutok se Svratkou u moravského Jimramova, zemskou hranici s Čechami. Ale k 1. lednu 1925 byla do té doby moravská osada Nedvězíčko připojena k české obci Nedvězí a hranice se od té doby jižně od Nedvězíčka odchyluje od toku potoka, ale po chvíli na něj zase naváže a pokračuje dále k západu ve stopách původní zemské hranice.

### Další průběh hranice v okrese Žďár nad Sázavou

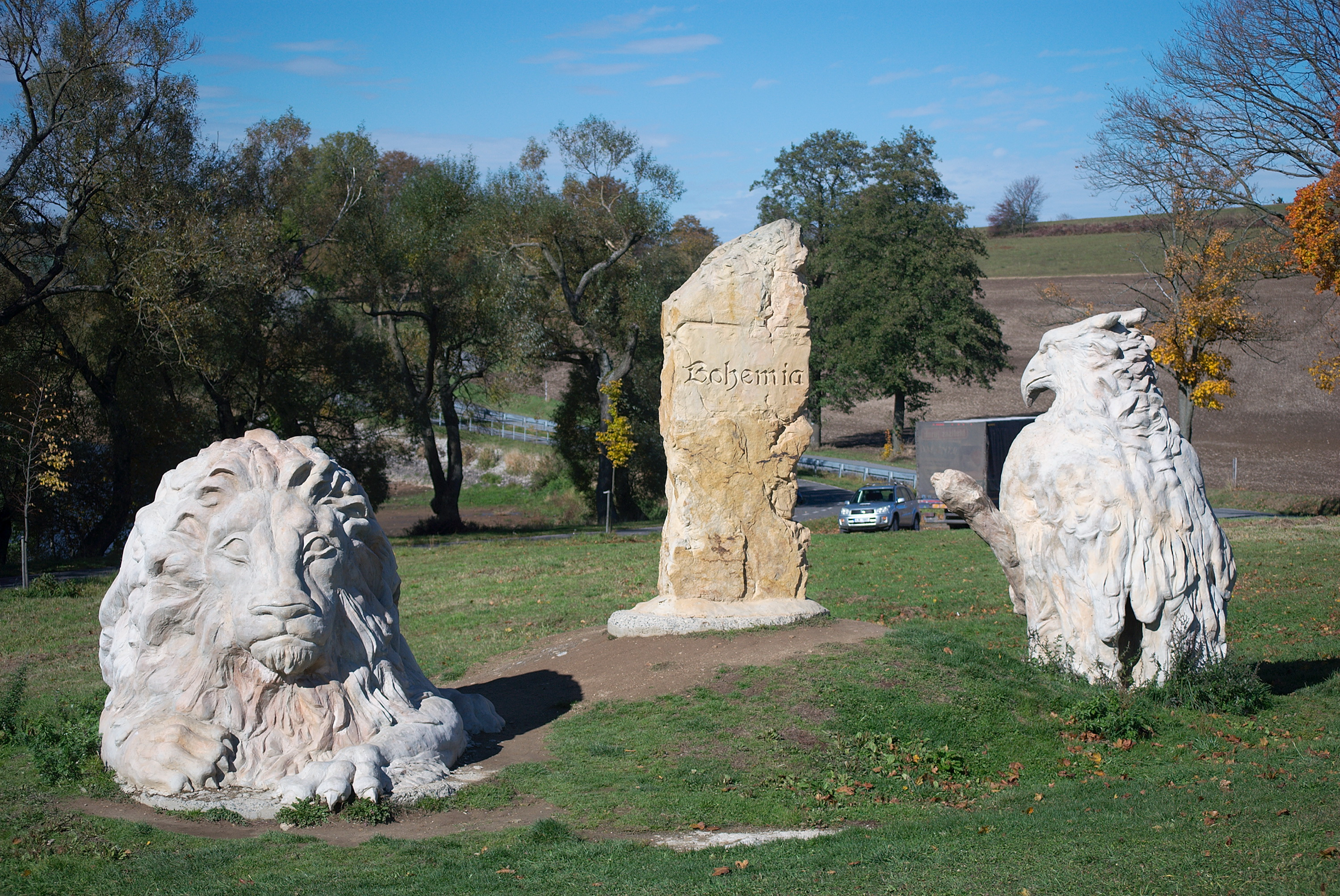
Sousoší Hraniční kámen u vodní nádrže Pilská se sochy lva a orlice, kteří každý hledí směrem od svého revíru.

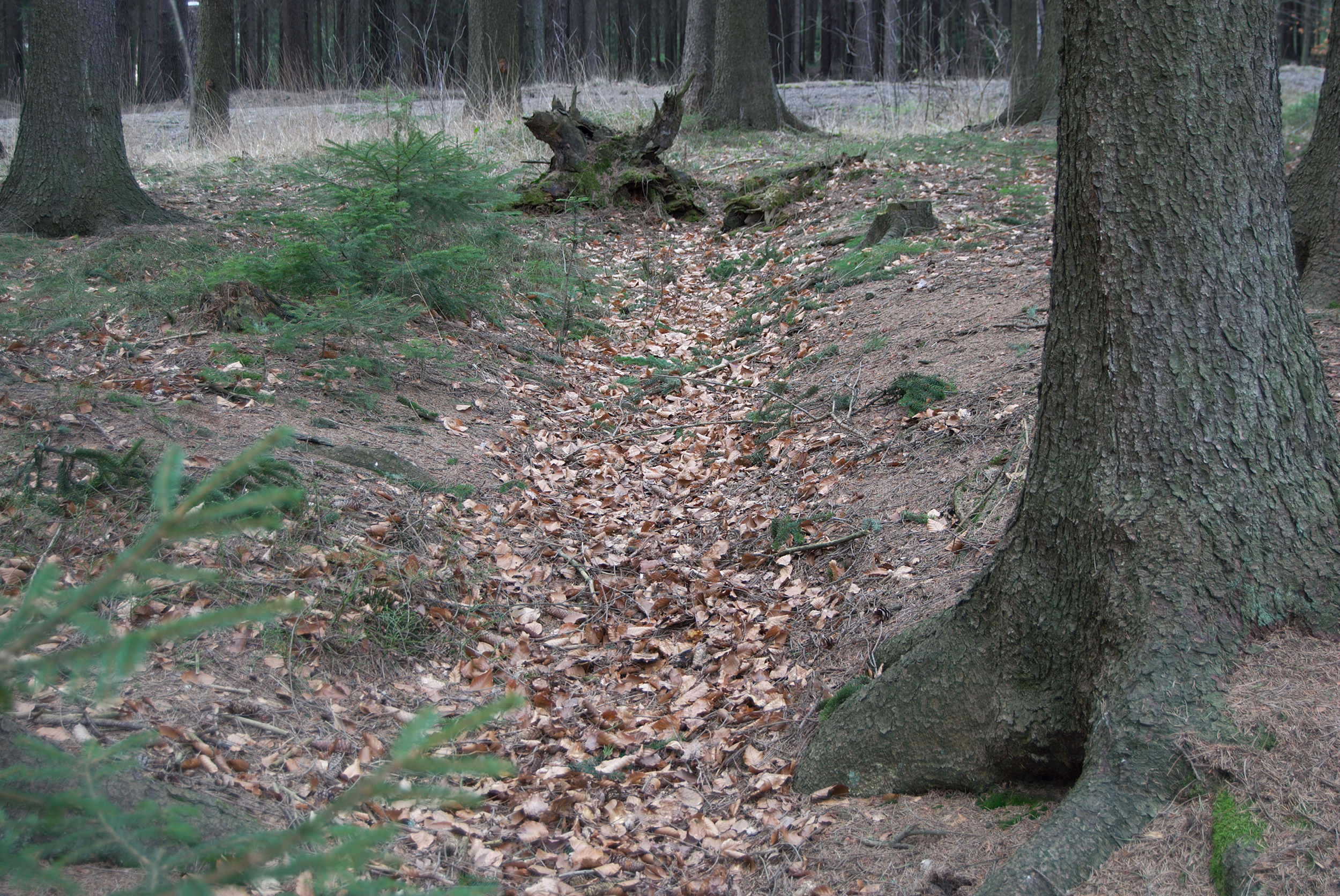
I těmito "příkopy" předkové vyznačovali v terénu zemskou hranici mezi Čechami a Moravou. Tento se nachází jižně od silnice spojující obce Hamry nad Sázavou a Sázavu.

Od soutoku Trhonického potoka se Svratkou pokračuje zemská hranice dále po levém břehu Svratky proti jejímu proudu, ale ještě na území Jimramova se od řeky na chvíli odchýlí východním směrem (mezi Jimramovem a jeho českou místní částí Benátkami došlo v minulosti k narovnání koryta řeky a dodnes zde katastrální hranice kopíruje původní říční koryto), aby pak opět pokračovala proti proudu řeky. Severně od Borovnice v blízkosti zástavby české obce Telecí sleduje hranice původní levý břeh řeky (dnes zde řeka v jednom místě zabíhá do Čech), od něhož se zde však v jednom místě na chvíli od koryta odchýlí severním směrem a pak se k němu zase vrací. Na severozápadě katastru Borovnice se hranice na chvílí odchýlí asi 30 metrů jižně od pravého břehu řeky a pak se zase vrací na levý břeh řeky, který sleduje až k vesnici Krásné, kde hranice zabíhá asi 82 metrů západně od pravého břehu a rozděluje katastr stejnojmenné obce na moravskou a českou část), poté se zase vrací na levý břeh. Přibližně od nejsevernějšího místa katastru Krásného pak hranice pokračuje středem řeky, ale jižně od Českých Milov na chvíli zabíhá asi 113 metrů východně od levého břehu, na chvílí se vrací do středu koryta řeky a poté opět na chvíli zabíhá asi 50 metrů od levého břehu, aby se pak zase vrátila do středu koryta řeky. Od města Svratky až do obce Herálce sleduje hranice střed původního nezregulovaného, klikatícího se koryta, které se v jednom místě od současného koryta odchyluje asi 150 metrů severním směrem.
Dále hranice pokračuje k jihozápadu proti proudu Svratky až k místu, kde se do ní od západu vlévá Lánský potok, který dále tvoří zemskou hranici až ke svému prameni. Hranice pak prochází kolem moravské Cikháje, přičemž vede po kopcích Šindelném vrchu, Kamenném vrchu, poté sleduje lesní cestu, jež prochází kolem moravského kopce Kašovka, dále prochází po vrcholech Za Lištinou a Kopaniny. Jižně od Cikháje se stáčí k jihovýchodu, vede po vrcholu Českého kopečku, poté odbočí jihozápadním směrem k Lemperskému potoku, jehož koryto přibližně sleduje dále k jihozápadu a dále vede jihovýchodně od české vsi Stržanova.
Jižně pod Stržanovem hranice vede západním směrem k vodní nádrži Pilská, kterou hranice prochází. U této nádrže byl v roce 2009 odhalený hraniční pískovcový kámen a sochy lva a orlice, kteří každý hledí směrem od svého revíru. Sousoší se však nachází asi 100 metrů jižně od skutečné hranice. Od této nádrže pokračuje hranice na západ, prochází severně od Adamova kopce a v lese severovýchodně od vrcholu Světky otočí prudce k jihovýchodu, pak k jihozápadu a poté k jihu, procházejíc východně od vrcholu Peperka.
Jihovýchodně od Peperka pak asi 330 metrů sleduje východním a jihovýchodním směrem lesní cestu až k okraji lesa na západním okraji zástavby vesnice Šlakhamry, kde pak odbočí k jihu, sledujíc východní okraj lesa. Poté vstoupí do koryta Sázavy a vede jeho středem proti proudu řeky až k jižnímu okraji vesnice Najdek, kde pak odbočí k jihu, procházejíc východně od vrcholu Štenice. Poté otočí k silnici procházející kolem moravské vesnice Česká Mez. Chvíli pak tuto silnici sleduje a pak se od ní odchýlí a prochází ve vzdálenosti asi 160 metrů od výše zmíněné České Meze. Asi 170 metrů jižně od této vsi se hranice opět přiblíží k silnici, překročí ji, chvíli sleduje její jihovýchodní okraj a poté prochází jejím středem. Pak odbočí hranice do pole, které leží v blízkosti české vsi Rosička. Hranice pak překročí silnici z Rosičky do moravské obce Matějova a pak prochází přibližně jižním směrem západně kolem Matějova ve vzdálenosti asi 330 metrů od jeho zástavby. Poté hranice pokračuje přibližně jihozápadním směrem, pak se napojuje na cestu, která vede Arnoleckými horami západně od vrcholu kopce Blažkova a tu pak sleduje až k silnici z české vesnice Janovic do moravské obce Rudolce. Poté vede k jihu západně od cesty, která se na tuto silnici napojuje od jihu. Později se k této cestě přimyká a na kraji lesa nedaleko místa, kde silnice spojující Rudolec s obcí Stáj vstupuje do lesa pak hranice odbočí k severozápadu do moderního okresu Jihlava.

### Průběh hranice v okrese Jihlava
Hranice vede lesem chvíli podél jižního okraje lesní cesty, poté se obrátí přibližně západním směrem, probíhajíc severně od vesnice Stáj, poté otočí prudce k jihu, přičemž vede západně od Stáje, střídavě lesem a po okraji lesa. Pak se stočí k jihozápadu a když dospěje k silnici spojující obec Stáj se sousední Zhoří, vede souběžně s jejím severním okrajem až k místu, kde se silnice stáčí prudce k jihozápadu. Od tohoto místa se hranice odchýlí severozápadním směrem probíhajíc po hranici polí a lesa, od níž se odchýlí asi 594 metrů severozápadně od silnice, přičemž pokračuje i nadále severozápadním směrem, ale tentokrát po poli, přičemž půlí na dvě části plochu sportovního letiště Zhoř u Polné. Asi 312 metrů severozápadně od tohoto letiště zamíří hranice k jihozápadu až dorazí k okraji menšího lesa a poté směřuje po jeho východním okraji v podstatě k jihu. Když dospěje k jižní hranici lesa, směřuje k západu a severozápadu k silnici, procházející osadou Lipina. Tato silnice je hranicí "rozseknuta" na dvou místech, načež hranice půlí několik domů výše zmíněné osady. Po dalším překročení této silnice směřuje hranice po orné půdě nejprve k severozápadu a poté k jihozápadu, poté vede asi 145 metrů po okraji lesa na severním okraji území obce Jamné, poté do něj vstupuje, směřujíc k jihozápadu a pak opět k severozápadu, opět vede po okraji tohoto lesa, přičemž se po chvíli opět stáčí k jihozápadu a poté k západu. Poté překročí Jamenský potok, směřujíc dále spíše k západu procházejíc dále opět lesem, kde se v něm poté láme a míří k jihozápadu, poté sleduje lesní cestu směřující z české obce Ždírce. Asi 655 metrů severně od silnice z Velkého Beranova do Rytířska, se hranice obrací mírně k jihozápadu, poté k severozápadu kdy překříží (mezi dvěma kamennými kříži) komunikaci II/352 z Jihlavy do Polné (v bodu 49°26'49.54"s.š., 15°39'47.2"v.d.) a pak obchází v takřka čtverci zhruba podobném tvaru katastr moravské dědiny Měšín (zároveň po hranici jejího katastru, směřujíc poté k jihozápadu, jihu, jihovýchodu a pak opět k jihozápadu. Přitom dále přetíná Č-M hranice dálnici D1, přesně na jejím 115 km, 49°26'07.59"s.š., 15°38'43.52"v.d. (při cestě z Prahy na Moravu cca 146,5 m před mostem mimoúrovňového křížení D1 a komunikace II/352). Místo přechodu dálnice přes čáru hranice je dobře patrné na povrchu středového pásu dálnice, kdy přesně v jeho bodě se nápadně mění výška svodidla ze základní prosté výšky na výškově zdvojenou (opatření proti oslnění na horizontu).  Poté jihu, procházejíc přitom východně od české vesnice Heroltic. U moravských rybníčků, které se nacházejí severovýchodně od letiště Jihlava, zamíří hranice mírně jihozápadním směrem do lesa, procházejíc dobře patrným hraničním příkopem. V tomtéž lese se pak stočí k jihu, přičemž chvíli pokračuje méně viditelným hraničním příkopem a u chatové osady pak k západu, procházejíc po severním okraji výše zmíněného letiště, poté zamíří k silnici, spojující jihlavskou část Hruškové Dvory s Měšínem. Když k ní dospěje, stočí se k jihozápadu, sledujíc její východní okraj. U potoka, který teče mezi Hruškovými Dvory a Herolticemi pak silnici překročí a pak chvíli sleduje tento potok. asi 258 metrů jihozápadně od Kamenného kopečku se hranice od tohoto potoka odchýlí severním směrem, poté otočí k severozápadu, vedouc přibližně souběžně s potokem a po chvíli opět otočí k jihu, potok překročí a pak asi ve vzdálenosti 90 metrů od něj otočí k severozápadu a vede dál souběžně s ním v poli asi 90 - 153 metrů jižně od jeho jižního břehu. Asi 245 metrů jihovýchodně od nedalekého historického hraničního sloupu (nachází se na 49°25'35,67" s.š. a 15°36'43,03" v.d.) pak hranice v poli otočí k severu, směřujíc k nové silnici z Jihlavy do osady Švábka. V poli asi 10 metrů od této silnice a asi 28,5 metru západně od výše zmíněného potoka se pak hranice stáčí k jihozápadu, probíhající chvíli po samém okraji výše zmíněné silnice, až k výše zmíněnému historickému hraničnímu sloupu. Odtud dále pokračuje mírně severovýchodním směrem do pole až k ke společné hranici pozemků parcelních čísel 5292 a 5293/1. Odtud hranice pokračuje k jihozápadu až k rozorané cestě, tvořící moravskou parcelu č. 6171/1. Hranice pokračuje po hranici této parcely severozápadním směrem až ke stávající hranici katastrálních území Jihlava a Bedřichov u Jihlavy. Hranice dále pokračuje po této katastrální hranici nejdříve severním směrem, poté chvíli severozápadním směrem a poté přibližně k západu až dorazí do Pávovské ulice. Chvíli jí pokračuje k jihu, poté se od ní odchýlí k východu, procházejíc průmyslovým areálem. Poté zamíří k jihu k Heroltické ulici. 
Od ulice Heroltické míří takřka v přímém směru jihozápadně v délce zhruba 3 km (s výjimkou malého skoro pravoúhlého výběžku jižním směrem) u kterého překřižuje železniční trať zároveň zakončení severního zhlaví železniční stanice Jihlava hlavní nádraží
V tomto úseku je paralelní a místy téměř paralelní s osou ulice Sokolovské, přičemž v jižním části běží přímo její středovou osou. V jmenovaném úseku stojí také 2 ze 4 známých barokních obelisků od sochaře Václava Viktora Morávka z Polné. A to v Pávovské a Sokolovské ulici. V ulici (a lokalitě) Královský vršek se lomí v podstatě v pravém úhlu a sestupuje dolů, kde u pomníku Královské přísahy vchází do koryta řeky Jihlavy. Dále sleduje tok řeky Jihlavy v délce 28,6 km dle tvaru jejího (k severu vyhnutého) oblouku a původního tvaru meandrů (před regulacemi). Od pomníku Královské přísahy a Pražského mostu, který se klene nad ní. Dle snadno (on-line) přístupných mapových podkladů není stoprocentně jisté, že vždy běží přesně jen středem koryta a neuhýbá někdy k jednomu nebo druhému břehu. Vede podél severního okraje historicky zastavěného území Jihlavy, podél nádraží Jihlava město, a posléze prochází okolo dalších lokalit a obcí: Starých hor, Rantířova, pod Pekelským vrchem, Dvorci, Kostelcem, Dolní Cerekví až k Batelovu. Tam v minulosti vznikl útlý výběžek západním směrem k Horní Cerekvi. V tomto běhu se nad hranicí (řekou) klene hned několik mostů (silničních i železničních) a několik lávek.

## Hranice církevních provincií

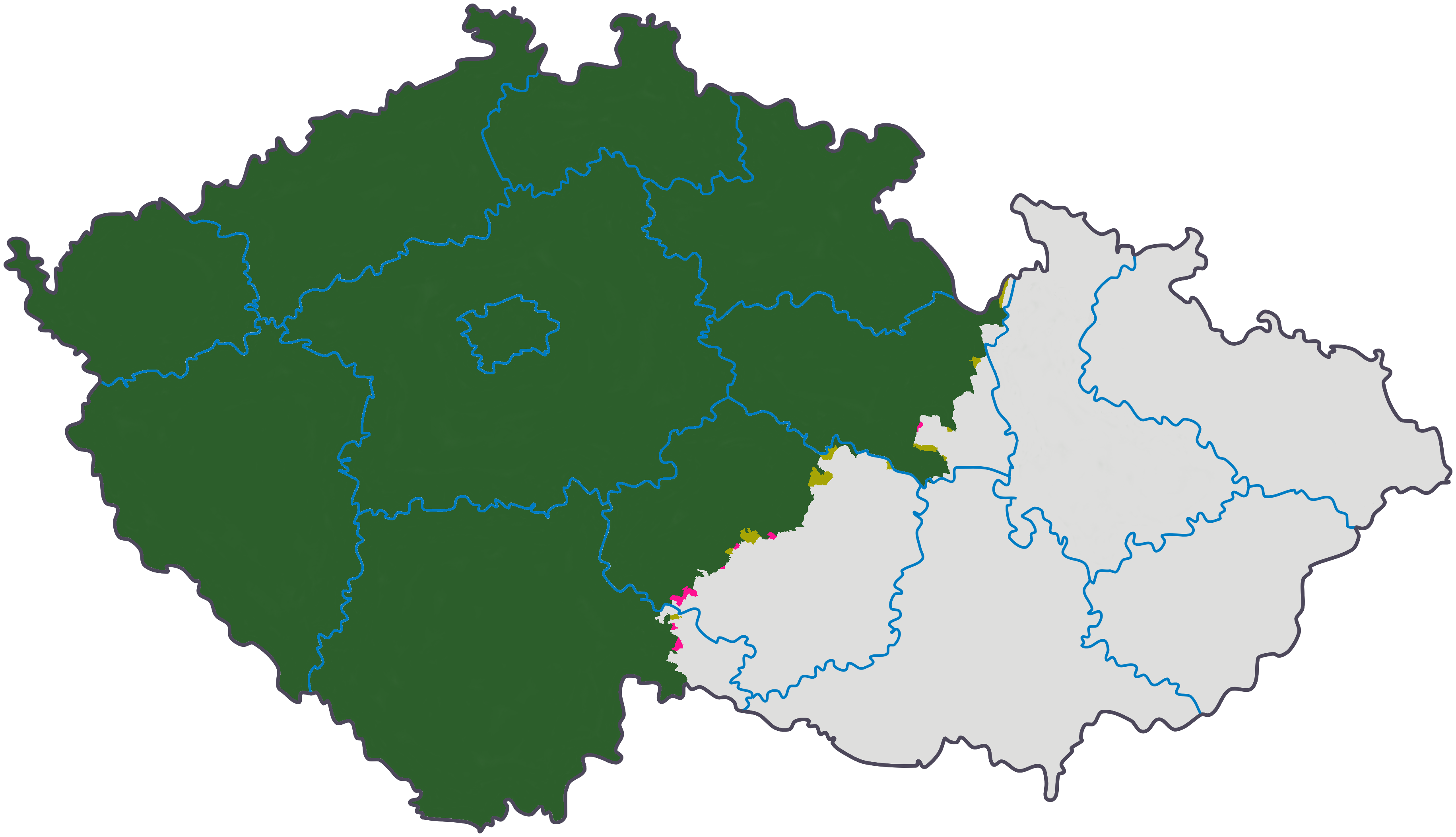
Čechy a odchylný průběh hranice České a Moravské církevní provincie

Z hlediska veřejné správy bylo členění na země zrušeno a tedy česko-moravská hranice zůstala pouze pojmem historickým, případně etnografickým. Zemské členění však zůstalo zachováno a dále se vyvíjí v územní organizaci Římskokatolické církve v České republice. Dnešní hranice české a moravské církevní provincie se poněkud odchylují od historických zemských hranic Čech a Moravy. Zde jsou uvedeny případy, kdy se historická zemská příslušnost od současné církevní zemské příslušnosti liší.

### Sídla v České církevní provincii patřící historicky k Moravské zemi

#### V okrese Jihlava
- vesnice Nový Svět [34](součást katastrálního území Spělov v městysu Dolní Cerekev)
- obce Horní Dubenky [35], Jihlávka [35], Měšín [36] a Rantířov [37]

#### V okrese Jindřichův Hradec
- vesnice Valtínov [38] (součást obce Kunžak)
- obec Horní Meziříčko [39]

#### V okrese Pelhřimov
vesnice Horní Vilímeč  (součást města Počátky) a Vesce  (součást města Počátky)

#### V okrese Svitavy
moravská část osady Hřebeč  (součást obce Koclířov) a moravská část vesnice Ostrý Kámen  (součást obce Karle)

### Sídla vMoravské církevní provinciipatřící historicky k České zemi

#### V okrese Jihlava
- Bedřichov u Jihlavy [42] (součást statutárního města Jihlavy), Staré Hory [42] (součást statutárního města Jihlavy), Zborná [42] (součást statutárního města Jihlavy)
- obce Dvorce [43] a Hybrálec [42]
- farnost Dolní Cerekev

#### V okrese Jindřichův Hradec
- osada Nový Svět (součást katastrálního území Domašín, patřícího k obci Studená)
- vesnice Zahrádky [44] (součást obce Zahrádky)

#### V okrese Svitavy
- Česká Radiměř (součást obce Radiměř)
- vesnice Česká Dlouhá [45] (součást města Březová nad Svitavou), Česká Kamenná Horka [46] (součást obce Kamenná Horka)

#### V okrese Ústí nad Orlicí
- Dolní Morava (součást obce Dolní Morava), Herbortice (součást obce Cotkytle), Horní Morava (součást obce Dolní Morava) a Mezilesí u Lanškrouna (součást obce Cotkytle)

#### V okrese Žďár nad Sázavou
- vesnice Český Herálec [47] (součást obce Herálec, Sedliště [48] (součást města Jimramov), Stržanov [49] (součást města Žďár nad Sázavou), Trhonice [48] (součást města Jimramov)
- obce Polnička [49] a Světnov [49]